# ビッグステップ
心斎橋BIGSTEP（ビッグステップ）は大阪府大阪市中央区西心斎橋のアメリカ村（アメ村）にあるファッションビルである。

## 概要
大阪市立南中学校跡地に大阪市の「西心斎橋土地信託事業」として開発され、1993年（平成5年）に開業した複合商業施設。
ビルの中心部は、地下2階から天井の7階まで吹抜けがあるなど、その個性的なデザインの建築物は、アメリカ村のランドマーク的存在である。
館内には、アパレルと飲食店舗、ライブハウスのBIGCAT、ミニシアターのkino cinéma 心斎橋、スポーツクラブ、1300面以上のガチャコーナーなどがテナントとして入っている。グラフィックアーティスト黒田征太郎のギャラリー&アトリエやピンボールアーケード、スケートパークなど、他の商業施設とは違った、独自のカルチャーを持つコンテンツで構成されている。
独特のデザインが施されたトイレや、共用部分に点在するアーケードゲーム機やアーティストの作品、季節毎に変わる館の装飾デザインは、若者の撮影によく利用されており、映えスポットとしてSNSで頻繁に取り上げられている。
吹き抜け中央部にある2階から3階、3階から4階のカーブがかかったスパイラル・エスカレーターは、国内でも30基しかなく、そのうちの2基がビッグステップにあることから、エスカレーター・マニアの間でも人気を呼んでいる。
1994年（平成6年）に大阪都市景観建築賞（大阪まちなみ賞）第14回奨励賞を受賞。
2007年に大阪市からパシフィックマネジメントに約167億円で売却され、大阪市は売却益70億円を計上した。2008年（平成20年）には阪神電気鉄道100%子会社の大阪ダイヤモンド地下街株式会社（ディアモール大阪を運営）に運営管理業務を委託された。
2013年には大阪府八尾市に本社を置く株式会社三栄建設が取得している。

## kino cinéma 心斎橋
kino cinéma 心斎橋

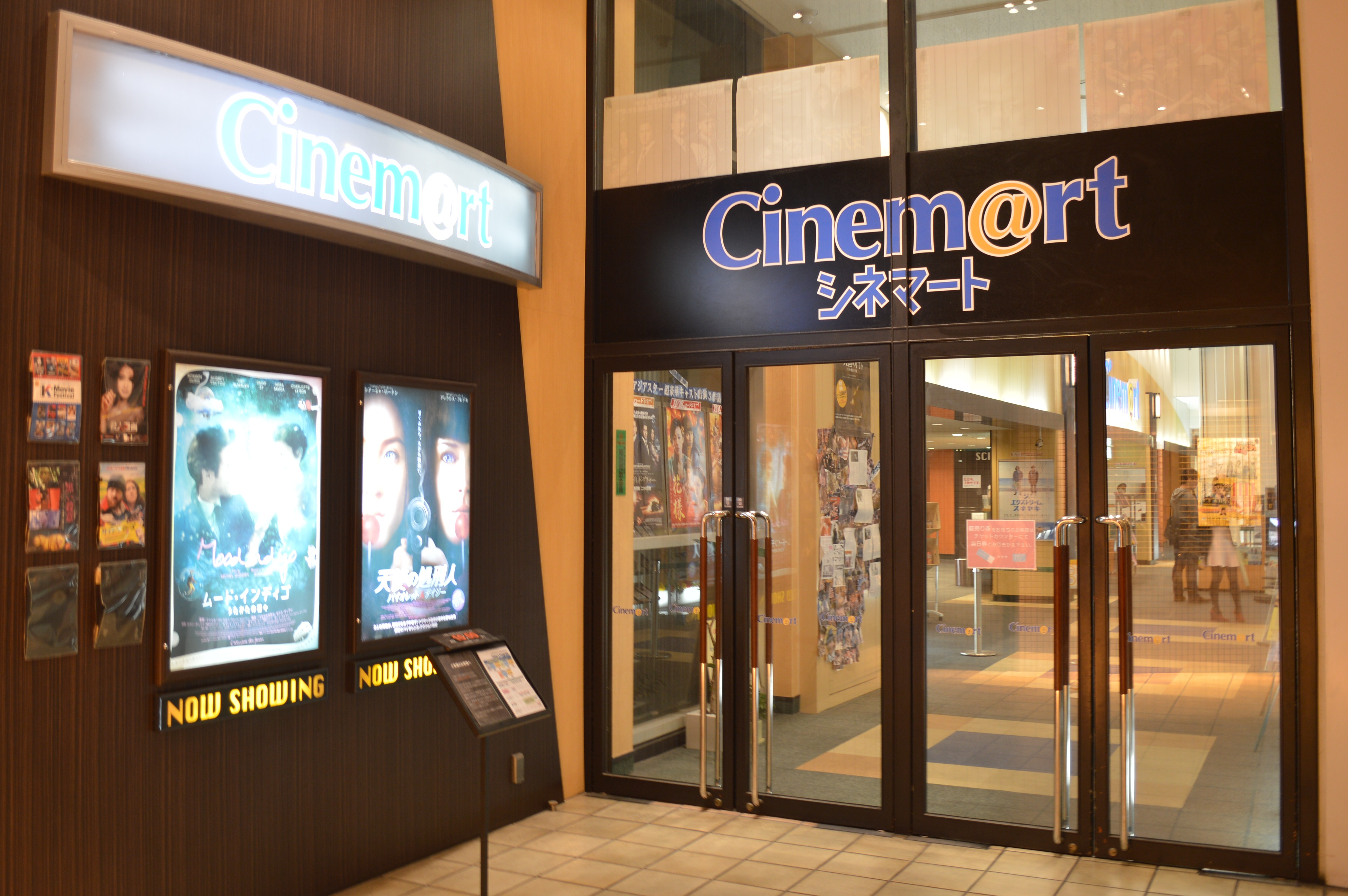
シネマート心斎橋時代の正面入口

- 1993年、ヘラルド・エンタープライズ（後の角川シネプレックス→シネプレックス）の経営・運営により「パラダイスシネマ」としてオープン。
- 2002年6月、松竹に経営譲渡され、「パラダイススクエア」に改称。
- 2006年3月31日「パラダイススクエア」閉館。同年4月15日、エスピーオーに経営が譲られ、館名を「シネマート心斎橋」と改称しリニューアルオープン。
  - 同じシネマート系の映画館に「シネマート新宿」があり、かつては「シネマート六本木」も存在した。2024年10月24日「シネマート心斎橋」閉館[6]。
- 2024年12月13日、木下グループが「シネマート心斎橋」跡地に「kino cinéma 心斎橋」をオープン[7]。

### 特徴
パラダイスシネマ時代は主にアート系の作品を、パラダイススクエア時代は丸の内ピカデリー2系の作品をメインに、中規模系作品も多く上映していたが、シネマートになって以降は主にアジア系の映画作品を数多く上映していた。
- スクリーン1：104席
- スクリーン2：103席